# ExtraTorrent
ExtraTorrent (abbreviato ET) era un sito online di contenuti digitali di media e software, in cui i visitatori potevano cercare, scaricare e fornire magnet link e file torrent, che facilitano la condivisione di file peer-to-peer tra gli utenti di BitTorrent. Il sito è stato bandito dal governo indiano.
A novembre 2016, ExtraTorrent è diventato il secondo sito torrent del mondo, dopo The Pirate Bay. Il sito Web ExtraTorrent.cc è stato chiuso volontariamente dai proprietari il 17 maggio 2017. Questo sito Web torrent ha numerose versioni clonate. Ogni clone afferma di essere il nuovo originale. Secondo ExtraTorrent IRC Channel (! Et) l'unico clone gestito dagli ex moderatori https://extratorrent.to.

## Storia
Nel novembre 2015, il sito Web ha perso tre nomi di domini utilizzati per i mirror, ma li ha rapidamente sostituiti con quelli più recenti. Non era chiaro se fosse stata intrapresa un'azione legale o che il "dirottamento" fosse stato eseguito con un metodo alternativo. A marzo 2017, il dominio principale è stato messo offline da registrar. Ma ancora questi siti sono disponibili tramite siti mirror di Extratorrent.